# 無盾目
無盾目（英語：Anaspidea），是中型到大型的後鰓類軟體動物，由蛋白組成軟內殼，俗稱海兔。其下包含海鹿總科（Aplysioidea）和筒螺超科（Akeroidea）中的海洋腹足類軟體動物。
羅馬時代已有這種生物的記載，海兔是譯自拉丁語：lepus marinus，這個名字來源於它們渾圓的身體和類似兔耳的兩個長觸角。
2005年無盾目在新的腹足綱分類學中被Aplysiomorpha分支取代。